# Star Fox Adventures
Star Fox Adventures ist ein Videospiel der Softwareentwicklungsfirma Rare für den Nintendo GameCube. Der Publisher ist die Firma Nintendo, welche zum Zeitpunkt der Entwicklung Besitzer von Rare war. Das Spiel war das letzte der Firma Rare für Nintendo, bevor sie an Nintendos Konkurrenten Microsoft verkauft wurde.
Bei dem Spiel handelt es sich um einen Vertreter des Genres Action-Adventure. Star Fox Adventures ist der dritte Teil der Star-Fox-Serie und der erste und bisher einzige der in diesem Genre angesiedelt ist.
Die Handlung spielt auf dem Dinosaur Planet (englisch, übersetzt: Dinosaurier-Planet) im Lylat System, der auseinanderbricht. Die Spielfigur Fox McCloud wird beauftragt den Planeten wiederherzustellen, nachdem Teile von diesem abgebrochen sind und im Weltall schweben, da der Planet durch seine Instabilität eine Gefahr für das System darstellt. Nach der Landung auf dem Planeten entdeckt er einen mystischen Stab von einer ihm unbekannten Frau namens Krystal, die entführt wurde. Mithilfe des Stabes macht er sich auf, Krystal und den Planeten zu retten.
Veröffentlicht wurde das Spiel in Europa am 22. November 2002, nachdem es bereits kurz zuvor unter anderem in den USA, Japan und Australien erschien. Eine Neuauflage des Spiels erfolgte Ende 2003 unter dem Label der „Player’s Choice“-Reihe.
Im Februar 2021 kaufte die Retro-Gruppierung Forest of Illusion eine Disc von einem privaten Sammler aus Schweden, welche einen späten sogenannten Build des Originalspiels Dinosaur Planet beinhaltete. Die Gruppe veröffentlichte den Build, der auf Nintendo 64 vollständig spielbar ist.

## Handlung

### Figuren und Schauplatz
Die Hauptfigur ist Fox McCloud, der bereits in den Vorgängerspielen die Hauptrolle übernommen hat. Auf dem Planeten leben Dinosaurier, die sich im Gegensatz zu den anderen Figuren wie Dinosaurier und nicht wie Menschen fortbewegen. Prinz Tricky, ein junger Dinosaurier der zum Stamm der Earthwalker gehört, begleitet Fox auf seinem Abenteuer und steht ihm in Kämpfen und Rätseln zur Seite. Das eigentliche Team um Fox, das auch schon in den vorhergehenden Spielen dabei war, tritt nur selten als Berater auf und unterstützt die Mission von Fox meist vom Weltraum aus.
Die Spielwelt besteht aus dem Planeten Dinosaur Planet, sowie vier großen Planetenstücken, die sich vom Planeten gelöst haben und in einer planetennahen Umlaufbahn schweben. Der Planet und die Planetenstücke besitzen unterschiedliche Landschaften die von verschiedenen Charakteren bewohnt werden. Um zu dem Planeten und den einzelnen Planetenstücken zu gelangen, muss Fox sein Arwing genanntes Raumschiff nutzen.

### Geschichte
Acht Jahre nachdem Fox McCloud den Bösewicht Andross in dem Spiel Lylat Wars / Star Fox 64 besiegt hat, landet Krystal auf dem Dinosaur Planet im Krazoa-Palast. Dort erfährt sie, dass der Planet von General Scales und seinen Truppen attackiert wurde. Im Palast trifft sie einen Soldaten vom Stamm der EarthWalker, der sie bittet, die Krazoa-Geister zu befreien und zum Palast zurückzubringen. So hofft er, soll sich die Situation zugunsten der Dinosaurier auf dem Planeten wenden und Scales stoppen. Nachdem Krystal den ersten Geist befreit hat, wird sie allerdings von einer unbekannten Macht in einen Kristall im Palast eingeschlossen und dort festgehalten.
In der Zwischenzeit alarmiert General Pepper das Star-Fox-Team und schickt Fox los den Planeten zu retten, der dabei ist auseinanderzubrechen. Da das Team dringend Geld benötigt, stimmt Fox zu, auf dem Planeten nach dem Rechten zu sehen. Auf Anweisung von General Pepper fliegt er unbewaffnet zum Planeten, um die Bewohner nicht zu beunruhigen. Nach der Landung findet er Krystals magischen Kampfstab, welchen sie bei ihrer Entführung verloren hat und erfährt dabei von Krystals Schicksal.
Von der Königin des EarthWalker-Stamms erfährt er, dass General Scales die vier Ahnensteine vom Planeten gestohlen hat. Durch die Entwendung wurde der Planet instabil und brach bereits teilweise auseinander. Um den Planeten zu retten, bevor er ganz auseinanderbricht, muss er die Ahnensteine wieder finden und an ihren angestammten Platz in ihren Tempeln zurückbringen. Um Fox auf seiner Mission zu unterstützen, befiehlt sie ihrem Sohn Tricky ihn zu begleiten und zu unterstützen.
Als er den ersten der Ahnensteine wiederfindet, erfährt er, dass er auch die Krazoa-Geister, die den Planeten beschützen und über diesen wachen, wieder befreien und zu ihrem Palast bringen muss.
Als Fox den letzten Krazoa-Geist findet, entdeckt er, dass dieser von General Scales persönlich bewacht wird. Kurz bevor sie anfangen gegeneinander zu kämpfen, befiehlt die Stimme eines Krazoa-Geists, dass Scales sich zurückziehen soll. Fox bringt den Geist schließlich zum Krazoa-Palast und befreit damit Krystal. Die nun versammelten Geister werden durch eine Kraft in die große Krazoa-Statue im Schrein gezogen, woraufhin diese zum Leben erwacht und sich in Andross, Fox’ Erzfeind, verwandelt. Fox stellt sich ihm mit seinem Raumschiff zum Kampf. Mitten im Kampf taucht Fox’ alter Freund und Ex-Flügelmann Falco Lombardi, der das Team viele Jahre zuvor verlassen hatte, auf und hilft Andross zu besiegen. Nach dem Kampf stellen die befreiten Krazoa-Geister den Planeten wieder her. Falco kehrt zu Fox’ Team wieder zurück und schließt sich genau wie Krystal diesem an.

## Spielmechanik
Star Fox Adventures wird von einem Spieler im Einzelspieler gespielt. Dieser steuert die Figur Fox durch eine dreidimensionale Spielwelt, die thematisch in verschiedene Gebiete aufgeteilt ist. Vier Gebiete befinden sich auf Planetenstücken, die sich in der Planetenumlaufbahn befinden. Das Ziel des Spiels ist das Finden von vier entwendeten sogenannten Ahnensteinen, die die Energie des Planeten kontrollieren und das Finden von sechs Krazoa-Geistern, die über den Planeten und seine Bewohner wachen. Damit soll der Planet vor dem weiteren Zerfall gerettet werden. Dem Spieler stellen sich feindlich gesinnte Gegner in den Weg, die den Planeten erobert haben und den Spieler daran hindern wollen, den Planeten und seine Bewohner zu retten. Der Spielablauf ist linear gestaltet und nur selten kann der Spieler sich das weitere Vorgehen selber aussuchen.
Im Kampf kann sich der Spieler mit einem Kampfstab zur Wehr setzen. Dieser ermöglicht es dem Spieler verschiedene Angriffe und Verteidigungsaktionen durchzuführen. Außerdem besitzt der Stab magische Fähigkeiten, die während des Spiels um weitere Fähigkeiten ergänzt werden. Die magischen Fähigkeiten können im Kampf genutzt werden und sind manchmal nötig um bestimmte Rätsel zu lösen.
Fox wird von dem kleinen Dinosaurier namens Tricky begleitet. Dieser hat spezielle Fähigkeiten und kann zum Beispiel nach Gegenständen im weichen Boden buddeln oder nach Einnahme von bestimmten Pilzen Flammen speien und so beispielsweise Feuer an vorbestimmten Punkten entfachen. Außerdem hilft er dem Spieler bei den Kämpfen, indem er selbst Gegner angreift.
Neben den Missionen zu Fuß gibt es auch Flugmissionen, die es mit einem bewaffneten Raumschiff zu absolvieren gilt, um zwischen dem Planeten und den Planetenstücken hin- und herwechseln zu können. Bei den Missionen handelt es sich um Shoot-’em-up-Abschnitte, bei denen sich der Spieler gegen anfliegende Feinde und große Meteoriten mit seiner Bordwaffe und Bomben wehren muss.

## Technik

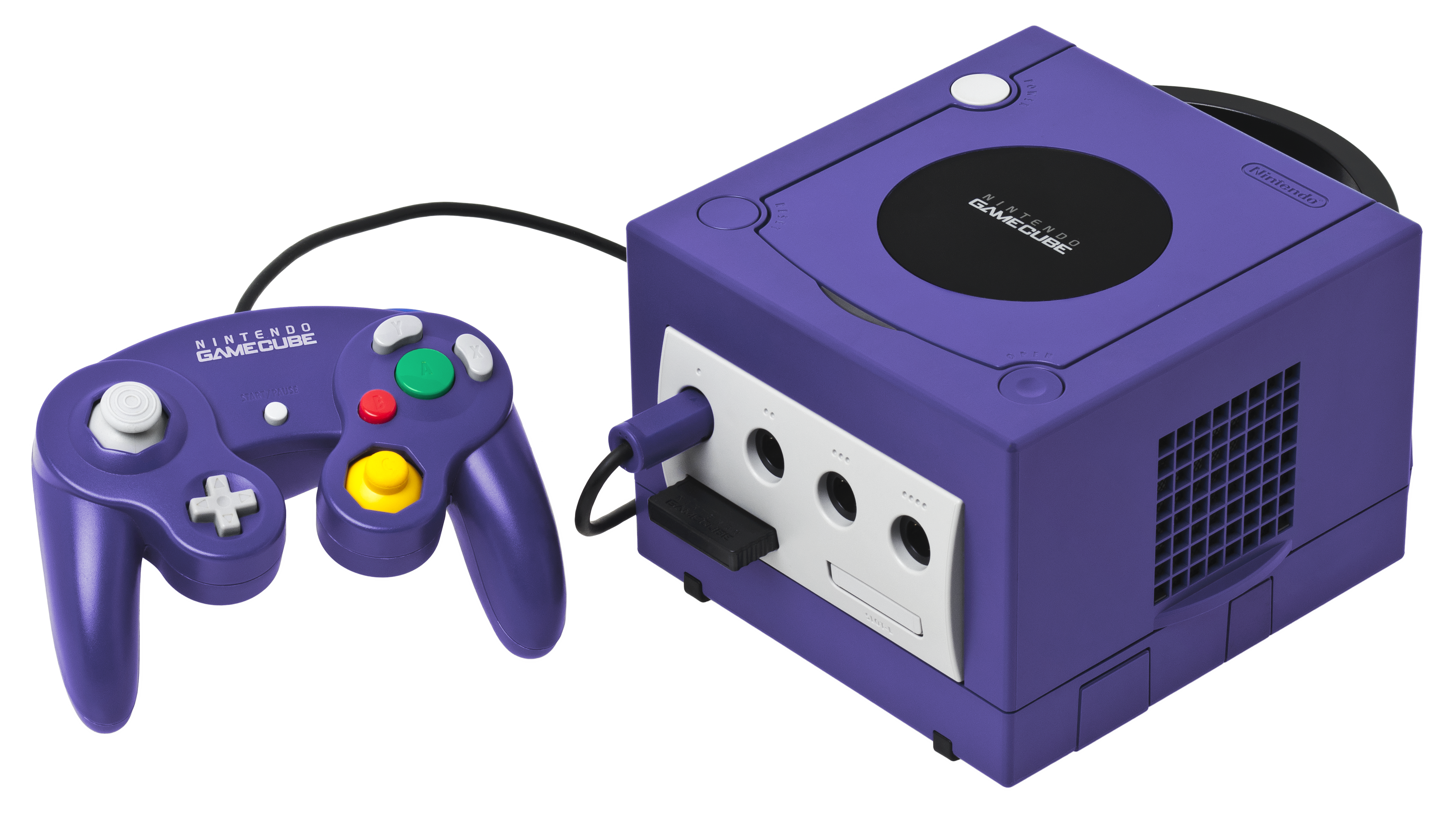
Nintendo-GameCube-Konsole mit Gamepad

Das Spiel läuft auf dem Nintendo GameCube und befindet sich auf einer GameCube-Disc. Gesteuert wird das Spiel mit dem Nintendo-GameCube-Gamepad. Der Ton wird im analogen Heimkino-Mehrkanal-Tonsystem Dolby Pro Logic II ausgegeben. Die Videoauflösung beträgt 480p und das 16:9 Breitbildformat wird unterstützt. Die Darstellung kann dabei wahlweise in einer Bildwiederholungsrate von 50 Hz oder 60 Hz erfolgen. Der Spielstand wird GameCube-üblich auf einer externen Speicherkarte (Memory Card) gesichert. Dem Spieler stehen dabei drei verschiedene Speicherplätze zur Verfügung, auf die jeweils ein individueller Spielstand gesichert werden kann. Das Spiel unterstützt das Rumble Feature für Force Feedback.

## Entwicklung und Veröffentlichung
Ursprünglich plante Rare das Spiel auf der Spielkonsole Nintendo 64, dem Vorgänger des Nintendo GameCube, zu veröffentlichen. Das Spiel trug zu diesem Zeitpunkt den Namen Dinosaur Planet und spielte nicht im Star-Fox-Universum. Die Handlung drehte sich um die Hauptfigur namens Sabre einen Wolf, sowie Krystal, Tricky, der junge Vogel Kyte, der im finalen Spiel nur kurz auftaucht, und Randorn. Randorn sollte ein Zauberer sein, der Sabres Vater sowie Krystals Stiefvater war, wurde aber komplett aus dem finalen Spiel entfernt. Der Spieler konnte zwischen Sabre und Krystal während des Spiels an einem bestimmten Ortspunkt hin- und herwechseln.
Shigeru Miyamoto gab in einem Interview auf der Spielemesse E3 2000 an, dass er das Spiel toll findet und dass es schön wäre, wenn es Star-Fox-Charaktere nutzen würde und man das Spiel Star Fox Adventures nennen könnte. („It looks really nice, doesn't it? I wish they would use Star Fox characters so that they could use the title Star Fox Adventures“)
Danach wurde das Spiel in das Star-Fox-Universum transferiert. Der Name wurde zu Star Fox Adventures geändert.
Das Spiel wurde in den Vereinigten Staaten am 23. September 2002 auf dem GameCube erstveröffentlicht. In Japan erschien das Spiel vier Tage später am 27. September 2002. Im November wurde es dann schließlich in Australien am 15. November 2002 und in Europa am 22. November 2002 veröffentlicht.
Allein in den ersten beiden Tagen nach Veröffentlichung wanderte das Spiel über 135.000 Mal in Japan über die Ladentheke. Es wurden offiziell bestätigt bis zum 25. Oktober des gleichen Jahres über 200.000 Exemplare in Japan verkauft. Die Website VGChartz schätzt, dass in Nordamerika 960.000, in Europa 530.000 und in Japan 300.000 Einheiten des Spiels verkauft wurden. Mit dem Rest der Welt ergebe sich eine Gesamtmenge von circa 1.870.000 Einheiten.
Im September 2003 wurde das Spiel erneut aufgelegt unter dem Label der „Player’s Choice“-Reihe, weil es zu den am meisten verkauften Spielen auf dem Nintendo GameCube gehört.

## Rezeption
Das Spiel hat im Allgemeinen gute Kritiken bekommen. Bei Metacritic, einer Online-Datenbank für Medienbewertungen hat Star Fox Adventures einen Wertungsdurchschnitt von 82 von 100 möglichen Punkten. Bei Gamerankings, einer anderen Online-Datenbank, die mit einem anderen System den Wertungsdurchschnitt errechnete und außerdem andere Publikationen als Grundlage nahm, wurde ein Durchschnitt von 80,23 % errechnet.

### Zeitgenössische Kritik
IGN stellt die Ähnlichkeit mit der Zelda-Reihe heraus. Das Spiel biete sehr viel Abwechslung. Fans die ein echtes Star-Fox-Spiel erwartet hätten, könnten aber enttäuscht sein. Gameswelt schreibt, Rare biete eine visuelle und akustische Glanzleistung. Die innovative Story sorge für viele Überraschungen und halte den Spieler stets bei Laune. Auch Allgame stellt den Vergleich mit The Legend of Zelda: Ocarina of Time her und beschreibt die vielen Ähnlichkeiten. Als ein Star-Fox-Spiel sei es enttäuschend aus ihrer Sicht und es sei das schlechteste Spiel von Rare. Trotzdem sei selbst Rares schlechtestes Spiel den Spielen anderer Firmen immer noch um Meilen voraus. Laut 4Players hinterlasse Rare mit Star Fox Adventures ein wenig denkwürdiges Nintendo-Vermächtnis. „Während die Grafik in den meisten Fällen über jeden Zweifel erhaben ist und immer wieder zum Hinschauen reizt, bleibt das Gameplay für ein Rare-Spiel erstaunlich blass.“ Gamezone bezeichnet das Spiel als „äußerst gewagtes Experiment“. Herausgekommen sei „ein erstklassiges Spiel, in dem uns nicht nur geniale Grafik und ein durchdachtes Gameplay geboten wird, sondern auch noch ein von Rare gewohntes, geniales Charakterdesign.“

### Retrospektive Kritik
Lucas M. Thomas von IGN beleuchtete 10 Jahre nach der Veröffentlichung das Spiel in einem Artikel erneut. Er beschreibt das Spiel, im Gegensatz zu seinem Kollegen Matt Casamassina, der den Test zur Veröffentlichung des Spiels verfasste, als großen Fehlschlag der Star-Fox-Reihe. Als Rare seiner Aussage nach einen Hit nach dem anderen landete, wurde Dinosaur Planet entwickelt und war bereits sehr weit in der Entwicklung fortgeschritten. Es sei seiner Meinung nach dem Spiel The Legend of Zelda: Ocarina of Time sehr ähnlich gewesen. Als großes Unglück bezeichnet er, dass Miyamoto Bilder von dem Spiel vor der Veröffentlichung sah und eine starke Ähnlichkeit der Hauptfigur mit Fox McCloud erkannte. Weiter glaubt der Autor, dass das Team von Rare durch die starke Vormachtstellung von Miyamoto gezwungen wurde, die Figuren zu ändern und im Star-Fox-Universum anzugliedern.
Als problematisch an dem Spiel sieht er, dass das Spiel zwar sehr gut sei, aber nicht in das Star-Fox-Universum passe. Erstens seien die Star-Fox-Spiele immer Weltraum-Shooter, zweitens dürfe Fox aus unerklärlichen Gründen nicht mit seiner Laserpistole auf dem Planeten schießen, sondern müsse einen Kampfstab nutzen, und drittens „renne er herum um Items, Geister und magisches Wer-weiß-was zu sammeln“ nur um eine blaue Füchsin zu retten, in die er sich auf den ersten Blick verliebt hatte.
Das Spiel wirke seiner Ansicht nach an vielen Stellen unfertig. So sei der Spieler das ganze Spiel über auf den Kampf gegen General Scales vorbereitet worden. Als es dann aber zum Kampf kommt, wird dieser vom Spiel abgebrochen, damit es zu einem lächerlichen und unsinnigen „richtigen“ Endkampf gegen Andross aus dem Star-Fox-Universum kommen konnte.
Die Website Nintendo Life bezeichnet das Spiel in einem Review von 2006 als ein solides Abenteuer. Es verspreche dem Spieler so viel, aber es hapere an der Ausführung des Gameplays. Es sei ein enttäuschendes Ende von der ursprünglich „magischen“ Beziehung zwischen Rare und Nintendo.